# 1923년 전국체육대회 축구

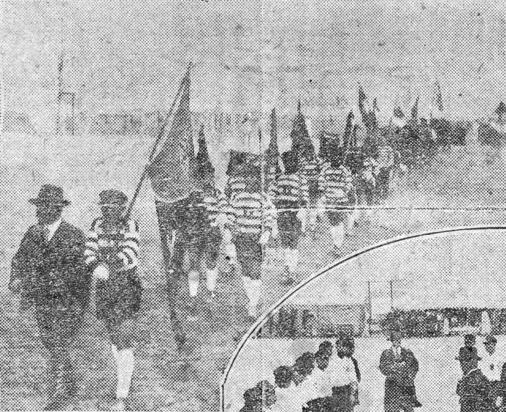
대회 개막식 진행 모습

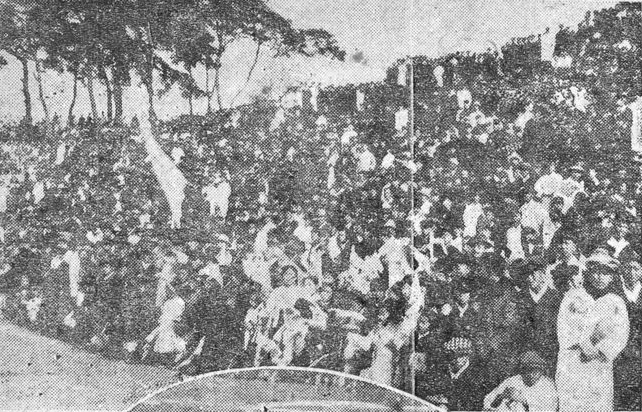
3일차 경기를 관전하는 관중의 모습

1923년 전국체육대회 축구는 일제강점기 조선 경기도 경성부에서 개최된 1923년 전국체육대회의 경기 종목이다. '제4회 전조선축구대회'로 개최되었으며 1923년 11월 21일부터 12월 8일까지 배재고등보통학교 운동장에서 개최되었다.

## 대회 준비
1922년 11월에 개최된 제3회 전조선축구대회부터 개최장소에서 50mi 이상 떨어진 먼 곳에서 참가하는 선수단에게 50원 이내의 여비를 보조하기 시작했으며, 당시 대회에서 심판의 판정이 번복될 수 없다는 점을 경기 규정에 명문화했다. 조선체육회에서는 제4회 전조선축구대회를 앞두고 청년부에서는 3개월 이상 해당 선수단에 소속되어 있어야 출전이 가능하다는 참가 규정을 신설하고, 소학부와 중학부의 경우 해당 학교에 1년 이상 재적해야 출전할 수 있다는 참가 규정을 신설했다.

## 대회 진행
제4회 전조선축구대회는 1923년 11월 21일부터 11월 23일까지 진행될 예정으로 개최되었다. 소학부 종목에는 광성공립보통학교, 보성초등학교, 보인학교, 수송공립보통학교, 승동학교, 신명학교, 흥인배재 등 7개 선수단이 참가했고, 중학부 종목에는 광성고등보통학교, 배재고등보통학교, 숭실중학, 영명고등보통학교, 영생고등보통학교, 오산학교, 중앙고등보통학교, 휘문고등보통학교 등 8개 선수단이 참가했고, 청년부 종목에는 대회삼성, 대화청년회, 불교청년회, 수양단, 임술체육단, 한양체육회 등 6개 선수단이 참가했다. 1라운드부터 준결승까지 소학부는 40분, 중학부는 50분, 청년부는 60분 경기로 진행되었고, 결승 경기에서는 소학부는 60분, 중학부는 80분, 청년부는 90분 경기로 진행되었다.
중학부 예선에서 휘문고등보통학교가 영생고등보통학교를 이기고 숭실중학이 오산학교를 상대로 승리했으나, 주최 측에서는 휘문고등보통학교와 숭실중학의 선수 중 해당 학교에 재적한지 1년 미만이 된 선수가 있다고 하여 해당 경기의 승리를 취소했다. 이에 오산학교 측에서도 자기 선수단에서도 부정 선수가 있다며 기권했고 영생고등보통학교에서도 경기에서 진 상태에서 상대 팀의 실격패가 반가울 일이 되지 못한다며 남은 경기를 기권했다. 반면 숭실중학 측에서는 실격패에 반발했다. 해당 선수가 대회가 개최되기 수개월 전 광성고등보통학교로 이적했지만 숭실중학 측에서 다시 돌아오도록 설득하여 돌아왔지만, 광성고등보통학교로 이적하기 전 숭실중학에 3년 동안 재적한 상태였기 때문에, 숭실중학 측에서는 이미 3년 동안 재적하고 있었던 해당 선수는 참가 제한 규정에 저촉되지 않다고 주장했다. 하지만 조선체육회 측에서는 해당 선수가 타 학교로 갔다가 되돌아 온 지 1년이 지나지 않았기 때문에 제한 규정에 저촉되는 선수로 해석했다.

## 결승전
숭실중학 측이 부정 선수 참가로 인한 실격패에 항의하며 결승전이 열리는 당일 경기장을 강점하고 소란을 일으켜 11월 23일에 예정된 결승 경기는 추후 연기하여 개최하기로 하며 열리지 못했다. 부정 선수 논란과 결승전 당일의 소란으로 인해 고원훈 조선체육회장은 결승전 당일인 11월 23일에 사퇴했으며, 이사진과 간사진 모두 함께 사퇴했다. 11월 28일에 임시 총회를 통해 최린이 조선체육회장으로 선출되고 이사진을 선임하며 집행부를 새로 구성했으며, 연기된 결승전을 12월 8일 배재고등보통학교 운동장에서 개최했다.
결승전이 연기된 사태에 대해 사과하는 의미로 12월 8일에 열린 결승 경기는 입장료는 받지 않고 진행했다. 그리고 11월 23일의 입장 수입 585원 50전은 고아원에 기부했다.
소학부에서는 광성공립보통학교가 보인학교를 1:0으로 이기며 우승을 차지했다. 중학부에서는 배재고등보통학교와 중앙고등보통학교의 경기에서 1:1로 동점이 됐지만, 동점이 된 경우 코너킥과 프리킥을 내주면 성적 점수 1점씩 주고 페널티킥을 성공시키지 못하면 성적 점수 2점을 내주는 당시 경기 규정에 따라 성적 점수가 13:5로 배재고등보통학교가 앞서 우승을 하게 되었다. 당시 경기 규정은 동점일 경우 성적 점수를 바탕으로 승패를 나누고 성적 점수 마저 동점이면 연장전을 진행하거나 추첨으로 승패를 가리는 방식으로 진행되었다. 청년부 종목에서는 불교청년회가 임술체육회를 3:1로 이기며 우승을 차지하며 제4회 전조선축구대회는 막을 내렸다.

## 경기장
| 경기장                  | 도시 | 좌석 | 수용 | 부문   | 세부 종목 | 비고      |
| ----------------------- | ---- | ---- | ---- | ------ | --------- | --------- |
| 배재고등보통학교 운동장 | 경성 |      |      | 전부문 | 전종목    | 결승 경기 |
| 휘문고등보통학교 운동장 | 경성 |      |      | 전부문 | 전종목    |           |

## 축구단
| 부문        | 축구단                         | 도시 | 첫 참가 | 횟수 | 선수                                                                                           | 비고 |
| ----------- | ------------------------------ | ---- | ------- | ---- | ---------------------------------------------------------------------------------------------- | ---- |
| 청년부 남자 | 대화교삼성사 축구단 (경기)     | 경성 | 1923    | 1    | 권태용, 김순열, 김연일, 김필련, 박수남, 봉오봉, 이정우, 정노마, 정완석, 주선익, 최흥용         |      |
| 청년부 남자 | 대화교청년회 축구단 (경기)     | 경성 | 1923    | 1    | 권태호, 김동옥, 김순정, 김영수, 박상길, 오덕연, 오인석, 이동근, 이해성, 장진동, 정수종         |      |
| 청년부 남자 | 수양구락부 축구단 (경기)       | 경성 | 1922    | 2    | 고희서, 김덕규, 김상동, 김해일, 박수억, 윤태현, 이승직, 이용학, 조천성, 최건모, 한기창         |      |
| 청년부 남자 | 숭강운동부 축구단 (경기)       | 경성 | 1923    | 1    | 강용환, 고삼용, 김윤백, 김정덕, 서일성, 이수연, 이창복, 임봉규, 장영태, 정갑복, 한인식         |      |
| 청년부 남자 | 임술 축구단 (경기)             | 경성 | 1922    | 2    | 김충배, 김홍렬, 박용덕, 박필호, 손윤수, 엄해영, 이수돌, 이창용, 정훈, 조철준, 최대순           |      |
| 청년부 남자 | 조선불교청년회 축구단 (경기)   | 경성 | 1921    | 3    | 김영민, 김영희, 김원태, 김윤기, 마춘식, 박극진, 손재수, 손희염, 송덕기, 위영목, 황점용         |      |
| 청년부 남자 | 한양체육부 축구단 (경기)       | 경성 | 1923    | 1    | 강헌집, 김운호, 김윤옥, 김종만, 노정훈, 민원식, 신봉균, 이승복, 이항진, 정범교, 한기호         |      |
|             |                                |      |         |      |                                                                                                |      |
| 중학부 남자 | 광성고등보통학교 축구단 (평남) | 평양 | 1922    | 2    | 거제철, 권필용, 김구열, 남기문, 노덕성, 박규선, 박유돈, 방창수, 서기현, 윤덕일                 |      |
| 중학부 남자 | 군산영명학교 축구단 (전북)     | 군산 | 1922    | 2    | 김은식, 김주덕, 김준용, 문경태, 박준환, 오병옥, 오석정, 최봉환, 최주홍, 최태섭, 한영생         |      |
| 중학부 남자 | 배재고등보통학교 축구단 (경기) | 경성 | 1921    | 3    | 김락구, 박노홍, 서병수, 윤형식, 이윤호, 이인수, 장의식, 조수증, 최기남, 최창문, 함용화         |      |
| 중학부 남자 | 숭실학교 축구단 (평남)         | 평양 | 1922    | 2    | 권정규, 김석범, 김재신, 김찬전, 박봉률, 이기환, 이재보, 임용업, 임하청, 장병선, 장병찬         |      |
| 중학부 남자 | 영생학교 축구단 (함남)         | 함흥 | 1923    | 1    | 김남식, 김동제, 김신규, 도상덕, 박인봉, 박장용, 양병정, 유순형, 이영직, 이재학, 이정환         |      |
| 중학부 남자 | 오산학교 축구단 (평북)         | 정주 | 1921    | 2    | 김성희, 김태수, 박상목, 송용호, 양도진, 오용팔, 이만익, 이병인, 이창정, 임기순, 정태호         |      |
| 중학부 남자 | 중앙고등보통학교 축구단 (경기) | 경성 | 1921    | 3    | 곽상린, 김문량, 김진억, 노구희, 송남엽, 이갑득, 이용한, 이종규, 장종식, 정천종, 홍두표         |      |
| 중학부 남자 | 휘문고등보통학교 축구단 (경기) | 경성 | 1921    | 3    | 강희문, 김말봉, 김정식, 김진영, 김한기, 오병환, 유재춘, 이경구, 이순재, 장세원, 정인규         |      |
|             |                                |      |         |      |                                                                                                |      |
| 소학부 남자 | 광성보통학교 축구단 (평남)     | 평양 | 1923    | 1    | 고정□, 김도진, 김석희, 김승관, 김주항, 김창건, 손원선, 안일성, 이근순, 정기호, 탁영선          |      |
| 소학부 남자 | 보성초등학교 축구단 (경기)     | 경성 | 1923    | 1    | 김종선, 김한영, 김흥석, 신동희, 엄갑봉, 우덕복, 이교필, 이귀성, 이다복, 이용의, 이용한         |      |
| 소학부 남자 | 보인학교 축구단 (경기)         | 경성 | 1923    | 1    | 김영수, 김이학, 박진석, 윤태헌, 이점동, 이흥복, 정수용, 최원득, 팽수복, 한수천, 홍인표         |      |
| 소학부 남자 | 수송공립보통학교 축구단 (경기) | 경성 | 1923    | 1    | 김관호, 김동만, 박기훈, 유영호, 이동완, 이삼남, 이수길, 이주성, 조석봉, 최돈상, 최인환         |      |
| 소학부 남자 | 승동소학교 축구단 (경기)       | 경성 | 1923    | 1    | 김동효, 김건소, 문평국, 신용균, 오윤근, 유성경, 장윤진, 조점용, 최영식, 한영기, 황부성         |      |
| 소학부 남자 | 신명소학교 축구단 (경기)       | 경성 | 1923    | 1    | 김만복, 김영석, 박희인, 변복남, 양덕주, 유재경, 윤룡득, 윤삼창, 이재봉, 이정용, 정천희         |      |
| 소학부 남자 | 흥인배재학교 축구단 (경기)     | 경성 | 1923    | 1    | 갑수창, 고삼길, 김남산, 박종문, 배동숙, 신수창, 이강겸, 이경성, 이사천, 정삼운, 최인규, 최한갑 |      |

## 경기 일정
| 1923년    | 1923년    | 11월 | 11월 | 11월 | 12월 |
| 1923년    | 1923년    | 21일 | 22일 | 23일 | 8일  |
| --------- | --------- | ---- | ---- | ---- | ---- |
| 청년부    | 남자      |      |      |      |      |
| 중학부    | 남자      |      |      |      |      |
| 소학부    | 남자      |      |      |      |      |
| 일일 합계 | 일일 합계 | 0    | 0    | 0    | 3    |
| 누적 합계 | 누적 합계 | 0    | 0    | 0    | 3    |

## 경기 결과

### 청년부
|  | 8강                          | 8강                        |                          |   | 준결승 | 준결승 |  |  | 결승 | 결승 |
|  |                              |                            |                          |   |        |        |  |  |      |      |
|  | 11월 22일 - 경성             |                            |                          |   |        |        |  |  |      |      |
|  |                              |                            |                          |   |        |        |  |  |      |      |
|  | 수양구락부 축구단 (경기)     | 기권                       |                          |   |        |        |  |  |      |      |
|  | 수양구락부 축구단 (경기)     | 기권                       | 11월 23일 - 경성         |   |        |        |  |  |      |      |
|  | 조선불교청년회 축구단 (경기) |                            |                          |   |        |        |  |  |      |      |
|  | 조선불교청년회 축구단 (경기) | 2                          |                          |   |        |        |  |  |      |      |
|  | 조선불교청년회 축구단 (경기) | 2                          |                          |   |        |        |  |  |      |      |
|  |                              |                            | 한양체육부 축구단 (경기) | 1 |        |        |  |  |      |      |
|  |                              |                            | 한양체육부 축구단 (경기) | 1 |        |        |  |  |      |      |
|  |                              |                            | 12월 8일 - 경성          |   |        |        |  |  |      |      |
|  |                              |                            |                          |   |        |        |  |  |      |      |
|  | 조선불교청년회 축구단 (경기) | 3                          |                          |   |        |        |  |  |      |      |
|  | 조선불교청년회 축구단 (경기) | 3                          | 11월 22일 - 경성         |   |        |        |  |  |      |      |
|  |                              | 임술 축구단 (경기)         | 1                        |   |        |        |  |  |      |      |
|  | 임술 축구단 (경기)           | 임술 축구단 (경기)         | 1                        | 5 |        |        |  |  |      |      |
|  | 임술 축구단 (경기)           | 11월 23일 - 경성           |                          | 5 |        |        |  |  |      |      |
|  | 대화교삼성사 축구단 (경기)   | 0                          |                          |   |        |        |  |  |      |      |
|  | 대화교삼성사 축구단 (경기)   | 0                          | 임술 축구단 (경기)       | 0 |        |        |  |  |      |      |
|  | 11월 22일 - 경성             |                            | 임술 축구단 (경기)       | 0 |        |        |  |  |      |      |
|  |                              | 대화교청년회 축구단 (경기) | 0                        |   |        |        |  |  |      |      |
|  | 대화교청년회 축구단 (경기)   | 대화교청년회 축구단 (경기) | 0                        | 1 |        |        |  |  |      |      |
|  | 대화교청년회 축구단 (경기)   |                            |                          | 1 |        |        |  |  |      |      |
|  | 숭강운동부 축구단 (경기)     | 1                          |                          |   |        |        |  |  |      |      |
|  | 숭강운동부 축구단 (경기)     | 1                          |                          |   |        |        |  |  |      |      |

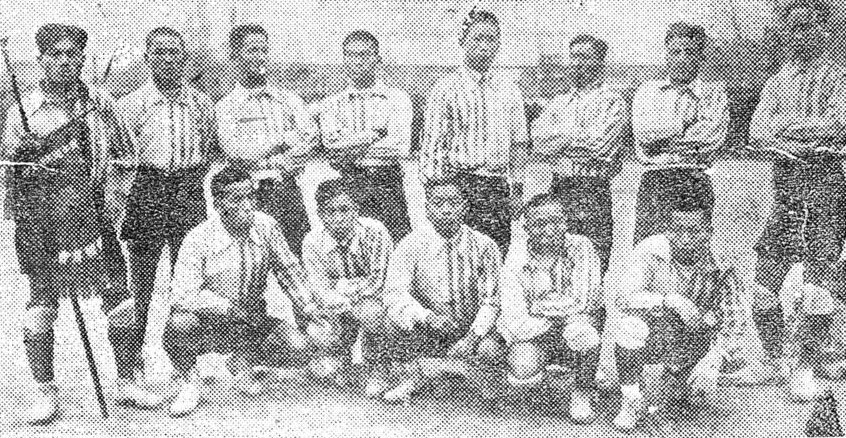
청년부에서 우승한 조선불교청년회 축구단

청년부 남자 종목은 대화교삼성사 축구단, 대화교청년회 축구단, 수양구락부 축구단, 숭강운동부 축구단, 임술 축구단, 조선불교청년회 축구단, 한양체육부 축구단 등 7개 축구단이 참가했다.
휘문고등보통학교 운동장에서 1923년 11월 22일 11시 40분에 시작된 수양구락부 축구단과 조선불교청년회 축구단 간의 1라운드 첫 번째 경기는 1:1로 비기고 있는 상황에서, 수양구락부 축구단 측이 심판에게 조선불교청년회 축구단 측 선수가 반칙을 했다고 항의를 하던 도중 실점을 하게 되자, 논란이 발생하여 수양구락부 축구단 측이 기권했다. 이어서 진행된 임술 축구단과 대화교삼성사 축구단 간의 1라운드 두 번째 경기는 임술 축구단이 5:0으로 승리하며 준결승에 진출했다. 같은 날 15시에 시작된 대화교청년회 축구단과 숭강운동부 축구단 간의 1라운드 세 번째 경기는 1:1로 비겨 대회 규정에 따른 성적 기록 점수에 따라 대화교청년회 축구단이 준결승에 진출했다.
1923년 11월 23일 10시에 시작된 조선불교청년회 축구단과 한양체육부 축구단 간의 준결승 첫 번째 경기는 조선불교청년회 축구단이 2:1로 이기며 결승에 진출했고, 같은 날 11시 30분에 시작된 임술 축구단과 대화교청년회 축구단 간의 준결승 두 번째 경기는 0:0으로 비겨 대회 규정에 따라 경기 기록 점수가 높은 임술 축구단이 결승에 진출했다.
1923년 12월 8일에 진행된 조선불교청년회 축구단과 임술 축구단 간의 조선불교청년회 축구단이 3:1로 이기며 우승을 차지했다.

### 중학부
|  | 8강                            | 8강                            |                                |      | 준결승 | 준결승 |  |  | 결승 | 결승 |
|  |                                |                                |                                |      |        |        |  |  |      |      |
|  | 11월 21일 - 경성               |                                |                                |      |        |        |  |  |      |      |
|  |                                |                                |                                |      |        |        |  |  |      |      |
|  | 배재고등보통학교 축구단 (경기) | 1                              |                                |      |        |        |  |  |      |      |
|  | 배재고등보통학교 축구단 (경기) | 1                              | 11월 22일 - 경성               |      |        |        |  |  |      |      |
|  | 군산영명학교 축구단 (전북)     | 0                              |                                |      |        |        |  |  |      |      |
|  | 군산영명학교 축구단 (전북)     | 0                              | 배재고등보통학교 축구단 (경기) |      |        |        |  |  |      |      |
|  | 11월 21일 - 경성               |                                |                                |      |        |        |  |  |      |      |
|  |                                | 오산학교 축구단 (평북)         | 기권                           |      |        |        |  |  |      |      |
|  | 오산학교 축구단 (평북)         | 오산학교 축구단 (평북)         | 기권                           |      |        |        |  |  |      |      |
|  |                                |                                | 12월 8일 - 경성                |      |        |        |  |  |      |      |
|  | 숭실학교 축구단 (평남)         | 실격                           |                                |      |        |        |  |  |      |      |
|  | 숭실학교 축구단 (평남)         | 실격                           | 배재고등보통학교 축구단 (경기) | 4    |        |        |  |  |      |      |
|  | 11월 21일 - 경성               |                                | 배재고등보통학교 축구단 (경기) | 4    |        |        |  |  |      |      |
|  |                                | 중앙고등보통학교 축구단 (경기) | 4                              |      |        |        |  |  |      |      |
|  | 중앙고등보통학교 축구단 (경기) | 중앙고등보통학교 축구단 (경기) | 4                              | 1    |        |        |  |  |      |      |
|  | 중앙고등보통학교 축구단 (경기) | 11월 22일 - 경성               |                                | 1    |        |        |  |  |      |      |
|  | 광성고등보통학교 축구단 (평남) | 0                              |                                |      |        |        |  |  |      |      |
|  | 광성고등보통학교 축구단 (평남) | 0                              | 중앙고등보통학교 축구단 (경기) |      |        |        |  |  |      |      |
|  | 11월 21일 - 경성               |                                |                                |      |        |        |  |  |      |      |
|  |                                | 영생학교 축구단 (함남)         | 기권                           |      |        |        |  |  |      |      |
|  | 휘문고등보통학교 축구단 (경기) | 영생학교 축구단 (함남)         | 기권                           | 실격 |        |        |  |  |      |      |
|  | 휘문고등보통학교 축구단 (경기) |                                |                                | 실격 |        |        |  |  |      |      |
|  | 영생학교 축구단 (함남)         |                                |                                |      |        |        |  |  |      |      |
|  |                                |                                |                                |      |        |        |  |  |      |      |

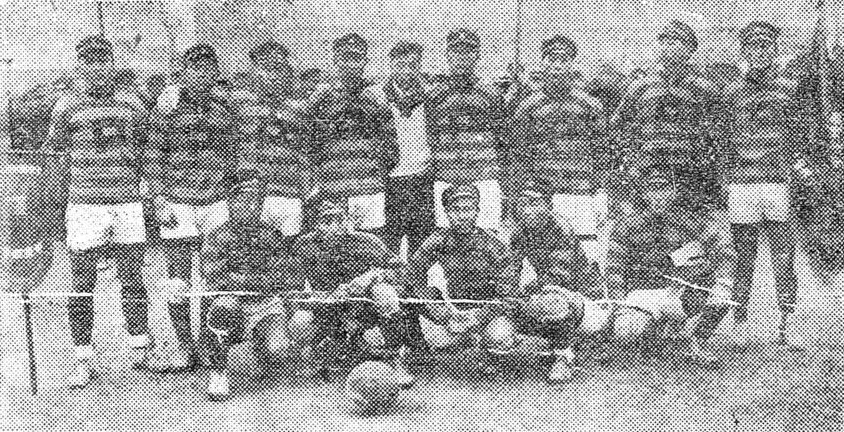
중학부에서 우승한 배재고등보통학교 축구단

중학부 남자 종목은 광성고등보통학교 축구단, 군산영명학교 축구단, 배재고등보통학교 축구단, 숭실학교 축구단, 영생학교 축구단, 오산학교 축구단, 중앙고등보통학교 축구단, 휘문고등보통학교 축구단 등 8개 축구단이 참가했다.
휘문고등보통학교 운동장에서 1923년 11월 21일 13시 30분에 시작된 오산학교 축구단과 숭실학교 축구단 간의 8강 첫 번째 경기는 숭실학교 축구단이 4:1로 승리하고, 같은 날 14시 40분에 시작된 휘문고등보통학교 축구단과 영생학교 축구단 간의 8강 두 번째 경기는 휘문고등보통학교 축구단이 1:0으로 이기며 준결승에 진출했다.
이어서 진행된 중앙고등보통학교 축구단과 광성고등보통학교 축구단 간의 8강 세 번째 경기 도중, 광성고등보통학교 축구단 측에 재적 기간이 1년이 경과해야 출전할 수 있다는 대회 강령을 위반한 선수가 있다는 중앙고등보통학교 축구단 측의 항의가 있자 경기가 중단되었다. 해당 경기는 1923년 11월 22일 10시에 중앙고등보통학교 축구단 측 부정 선수 1명을 제외하고 진행되었고, 중앙고등보통학교 축구단이 1:0으로 승리하며 준결승에 진출했다.
1923년 11월 21일 16시 30분에 시작된 배재고등보통학교 축구단과 군산영명학교 축구단 간의 8강 네 번째 경기는 배재고등보통학교 축구단이 1:0으로 이기며 준결승에 진출했다.
한편, 중앙고등보통학교 축구단과 광성고등보통학교 축구단 간의 경기에서 대회 규정에 어긋난 부정 선수와 관련된 논란을 시작으로, 숭실학교 축구단 측은 오산학교 축구단의 부정 선수 여부에 대한 이의를 제기했고, 오산학교 축구단 측은 휘문고등보통학교 축구단 측의 부정 선수 여부에 대한 이의를 제기하는 등 부정 선수 출전 여부에 대한 이의가 다수 제기되는 혼선이 일어났다. 이에 조선체육회 측은 간부 회의를 열어 각 선수의 학적과 관계자의 증명을 검토하여, 대회 규정에 맞지 않는 재적 기간 1년 미만인 선수가 출전한 것으로 확인된 숭실학교 축구단과 휘문고등보통학교 축구단에 대해 실격패로 결정했다. 준결승에 진출한 오산학교 축구단은 대회 규정에 맞지 않는 선수가 있었음을 자인하며 기권하였고, 8강에서 휘문고등보통학교 축구단에 패배했다가 휘문고등보통학교 축구단의 실격패로 준결승에 진출한 영생학교 축구단은 이미 패배한 상태에서 상대 팀에게 부정 선수가 있었다고 해서 이긴 것으로 해주어도 반가운 일이 되지 못한다며 기권했다.
1923년 12월 8일에 진행된 배재고등보통학교 축구단과 중앙고등보통학교 축구단 간의 결승 경기는 4:4로 비겨 대회 규정에 따라 경기 기록 점수가 더 높은 배재고등보통학교 축구단이 우승을 차지했다.

### 소학부
|  | 8강                            | 8강                        |                            |   | 준결승 | 준결승 |  |  | 결승 | 결승 |
|  |                                |                            |                            |   |        |        |  |  |      |      |
|  | 11월 21일 - 경성               |                            |                            |   |        |        |  |  |      |      |
|  |                                |                            |                            |   |        |        |  |  |      |      |
|  | 수송공립보통학교 축구단 (경기) | 2                          |                            |   |        |        |  |  |      |      |
|  | 수송공립보통학교 축구단 (경기) | 2                          | 11월 22일 - 경성           |   |        |        |  |  |      |      |
|  | 보성초등학교 축구단 (경기)     | 6                          |                            |   |        |        |  |  |      |      |
|  | 보성초등학교 축구단 (경기)     | 6                          | 보성초등학교 축구단 (경기) | 0 |        |        |  |  |      |      |
|  |                                |                            | 보성초등학교 축구단 (경기) | 0 |        |        |  |  |      |      |
|  |                                |                            | 보인학교 축구단 (경기)     | 0 |        |        |  |  |      |      |
|  |                                |                            | 보인학교 축구단 (경기)     | 0 |        |        |  |  |      |      |
|  |                                |                            | 12월 8일 - 경성            |   |        |        |  |  |      |      |
|  |                                |                            |                            |   |        |        |  |  |      |      |
|  | 보인학교 축구단 (경기)         | 0                          |                            |   |        |        |  |  |      |      |
|  | 보인학교 축구단 (경기)         | 0                          | 11월 21일 - 경성           |   |        |        |  |  |      |      |
|  |                                | 광성보통학교 축구단 (평남) | 1                          |   |        |        |  |  |      |      |
|  | 흥인배재학교 축구단 (경기)     | 광성보통학교 축구단 (평남) | 1                          | 4 |        |        |  |  |      |      |
|  | 흥인배재학교 축구단 (경기)     | 11월 22일 - 경성           |                            | 4 |        |        |  |  |      |      |
|  | 신명소학교 축구단 (경기)       | 0                          |                            |   |        |        |  |  |      |      |
|  | 신명소학교 축구단 (경기)       | 0                          | 흥인배재학교 축구단 (경기) | 0 |        |        |  |  |      |      |
|  | 11월 21일 - 경성               |                            | 흥인배재학교 축구단 (경기) | 0 |        |        |  |  |      |      |
|  |                                | 광성보통학교 축구단 (평남) | 3                          |   |        |        |  |  |      |      |
|  | 광성보통학교 축구단 (평남)     | 광성보통학교 축구단 (평남) | 3                          | 6 |        |        |  |  |      |      |
|  | 광성보통학교 축구단 (평남)     |                            |                            | 6 |        |        |  |  |      |      |
|  | 승동소학교 축구단 (경기)       | 0                          |                            |   |        |        |  |  |      |      |
|  | 승동소학교 축구단 (경기)       | 0                          |                            |   |        |        |  |  |      |      |

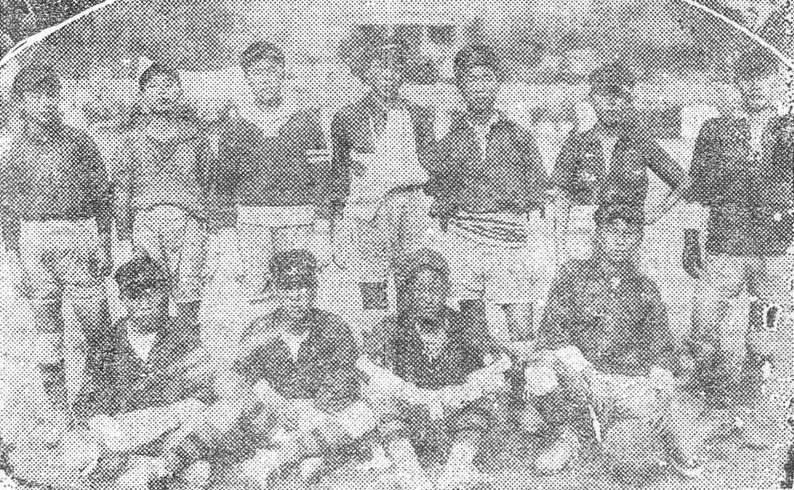
소학부에서 우승한 광성공립보통학교 축구단

소학부 남자 종목은 광성보통학교 축구단, 보성초등학교 축구단, 보인학교 축구단, 수송공립보통학교 축구단, 승동소학교 축구단, 신명소학교 축구단, 흥인배재학교 축구단 등 7개 축구단이 참가했다.
1923년 11월 21일에 휘문고등보통학교 운동장에서 진행된 수송공립보통학교 축구단과 보성초등학교 축구단 간의 1라운드 첫 번째 경기는 보성초등학교 축구단이 6:2로 이기며 준결승에 진출했고, 이어서 진행된 광성보통학교 축구단과 승동소학교 축구단 간의 1라운드 두 번째 경기는 승동소학교 축구단이 6:0으로 이기며 준결승에 진출했다. 뒤이어 진행된 흥인배재학교 축구단과 신명소학교 축구단 간의 1라운드 세 번째 경기는 흥인배재학교 축구단이 4:0으로 이기며 준결승에 진출했다.
1923년 11월 22일 15시 30분부터 16시 5분까지 진행된 보성초등학교 축구단과 보인학교 축구단 간의 준결승 첫 번째 경기는 0:0으로 비겨 대회 규정에 따른 경기 기록 점수가 높은 보인학교 축구단이 결승에 진출했다. 같은 날 16시에 시작된 흥인배재학교 축구단과 광성보통학교 축구단 간의 준결승 두 번째 경기는 광성보통학교 축구단이 3:0으로 이기며 결승에 진출했다.
1923년 12월 8일 11시에 진행된 보인학교 축구단과 광성보통학교 축구단 간의 결승 경기는 광성보통학교 축구단이 1:0으로 이기며 우승을 차지했다.

## 메달 집계

### 최종 순위
| 순위 | 선수단   | 금메달 | 은메달 | 동메달 | 메달 합계 |
| ---- | -------- | ------ | ------ | ------ | --------- |
| 1    | 경기도   | 2      | 3      | 4      | 9         |
| 2    | 평안남도 | 1      | 0      | 0      | 1         |
| 3    | 평안북도 | 0      | 0      | 1      | 1         |
| 3    | 함경남도 | 0      | 0      | 1      | 1         |
| 5    | 전라북도 | 0      | 0      | 0      | 0         |
| 합계 | 합계     | 3      | 3      | 6      | 12        |

### 청년부 메달 집계
| 순위 | 선수단 | 금메달 | 은메달 | 동메달 | 메달 합계 |
| ---- | ------ | ------ | ------ | ------ | --------- |
| 1    | 경기도 | 1      | 1      | 2      | 4         |
| 합계 | 합계   | 1      | 1      | 2      | 4         |

### 중학부 메달 집계
| 순위 | 선수단   | 금메달 | 은메달 | 동메달 | 메달 합계 |
| ---- | -------- | ------ | ------ | ------ | --------- |
| 1    | 경기도   | 1      | 1      | 0      | 2         |
| 2    | 평안북도 | 0      | 0      | 1      | 1         |
| 2    | 함경남도 | 0      | 0      | 1      | 1         |
| 4    | 전라북도 | 0      | 0      | 0      | 0         |
| 4    | 평안남도 | 0      | 0      | 0      | 0         |
| 합계 | 합계     | 1      | 1      | 2      | 4         |

### 소학부 메달 집계
| 순위 | 선수단   | 금메달 | 은메달 | 동메달 | 메달 합계 |
| ---- | -------- | ------ | ------ | ------ | --------- |
| 1    | 평안남도 | 1      | 0      | 0      | 1         |
| 2    | 경기도   | 0      | 1      | 2      | 3         |
| 합계 | 합계     | 1      | 1      | 2      | 4         |

### 메달 수상자
| 종목        | 금 | 은 | 동 |
| ----------- | --- | --- | --- |
| 청년부 남자 | 조선불교청년회 축구단 (경기) · 김영민 · 김영희 · 김원태 · 김윤기 · 마춘식 · 박극진 · 손재수 · 손희염 · 송덕기 · 위영목 · 황점용   | 임술 축구단 (경기) · 김충배 · 김홍렬 · 박용덕 · 박필호 · 손윤수 · 엄해영 · 이수돌 · 이창용 · 정훈 · 조철준 · 최대순               | 대화교청년회 축구단 (경기) · 권태호 · 김동옥 · 김순정 · 김영수 · 박상길 · 오덕연 · 오인석 · 이동근 · 이해성 · 장진동 · 정수종          |
| 청년부 남자 | 조선불교청년회 축구단 (경기) · 김영민 · 김영희 · 김원태 · 김윤기 · 마춘식 · 박극진 · 손재수 · 손희염 · 송덕기 · 위영목 · 황점용   | 임술 축구단 (경기) · 김충배 · 김홍렬 · 박용덕 · 박필호 · 손윤수 · 엄해영 · 이수돌 · 이창용 · 정훈 · 조철준 · 최대순               | 한양체육부 축구단 (경기) · 강헌집 · 김운호 · 김윤옥 · 김종만 · 노정훈 · 민원식 · 신봉균 · 이승복 · 이항진 · 정범교 · 한기호            |
|             | | | |
| 중학부 남자 | 배재고등보통학교 축구단 (경기) · 김락구 · 박노홍 · 서병수 · 윤형식 · 이윤호 · 이인수 · 장의식 · 조수증 · 최기남 · 최창문 · 함용화 | 중앙고등보통학교 축구단 (경기) · 곽상린 · 김문량 · 김진억 · 노구희 · 송남엽 · 이갑득 · 이용한 · 이종규 · 장종식 · 정천종 · 홍두표 | 영생학교 축구단 (함남) · 김남식 · 김동제 · 김신규 · 도상덕 · 박인봉 · 박장용 · 양병정 · 유순형 · 이영직 · 이재학 · 이정환              |
| 중학부 남자 | 배재고등보통학교 축구단 (경기) · 김락구 · 박노홍 · 서병수 · 윤형식 · 이윤호 · 이인수 · 장의식 · 조수증 · 최기남 · 최창문 · 함용화 | 중앙고등보통학교 축구단 (경기) · 곽상린 · 김문량 · 김진억 · 노구희 · 송남엽 · 이갑득 · 이용한 · 이종규 · 장종식 · 정천종 · 홍두표 | 오산학교 축구단 (평북) · 김성희 · 김태수 · 박상목 · 송용호 · 양도진 · 오용팔 · 이만익 · 이병인 · 이창정 · 임기순 · 정태호              |
|             | | | |
| 소학부 남자 | 광성보통학교 축구단 (평남) · 고정□ · 김도진 · 김석희 · 김승관 · 김주항 · 김창건 · 손원선 · 안일성 · 이근순 · 정기호 · 탁영선      | 보인학교 축구단 (경기) · 김영수 · 김이학 · 박진석 · 윤태헌 · 이점동 · 이흥복 · 정수용 · 최원득 · 팽수복 · 한수천 · 홍인표         | 보성초등학교 축구단 (경기) · 김종선 · 김한영 · 김흥석 · 신동희 · 엄갑봉 · 우덕복 · 이교필 · 이귀성 · 이다복 · 이용의 · 이용한          |
| 소학부 남자 | 광성보통학교 축구단 (평남) · 고정□ · 김도진 · 김석희 · 김승관 · 김주항 · 김창건 · 손원선 · 안일성 · 이근순 · 정기호 · 탁영선      | 보인학교 축구단 (경기) · 김영수 · 김이학 · 박진석 · 윤태헌 · 이점동 · 이흥복 · 정수용 · 최원득 · 팽수복 · 한수천 · 홍인표         | 흥인배재학교 축구단 (경기) · 갑수창 · 고삼길 · 김남산 · 박종문 · 배동숙 · 신수창 · 이강겸 · 이경성 · 이사천 · 정삼운 · 최인규 · 최한갑 |

## 참고 문헌
- “대한체육회 국내종합경기대회”. 대한체육회.
- “제4회 전국체육대회”. 대한체육회.
- “제4회 전국체육대회 축구 경기 결과”. 대한체육회.
- “제4회 전국체육대회 축구 청년부 경기 결과”. 대한체육회.
- “제4회 전국체육대회 축구 청년부 남자 경기 결과”. 대한체육회.
- “제4회 전국체육대회 축구 중학부 경기 결과”. 대한체육회.
- “제4회 전국체육대회 축구 중학부 남자 경기 결과”. 대한체육회.
- “제4회 전국체육대회 축구 소학부 경기 결과”. 대한체육회.
- “제4회 전국체육대회 축구 소학부  남자 경기 결과”. 대한체육회.
- 《대한체육회 50년》. 대한체육회. 1970. 2020년 11월 8일에 원본 문서에서 보존된 문서. 2022년 11월 5일에 확인함.
- 《대한체육회 70년사》. 대한체육회. 1990. 2020년 11월 8일에 원본 문서에서 보존된 문서. 2022년 11월 5일에 확인함.
- 《대한체육회 90년사》. 대한체육회. 2011. 2020년 11월 8일에 원본 문서에서 보존된 문서. 2022년 11월 5일에 확인함.
- 대한체육회 100주년 기념사업부 (2020). 《대한민국 체육 100년》. 대한체육회.
- 《대한민국 체육 100년 Ⅰ 통사 (민족과 함께 한 대한민국 체육 100년)》. 대한체육회. 2020.
- 《대한민국 체육 100년 Ⅱ 민족의 구심체, 조선체육회 (1920~1945)》. 대한체육회. 2020.
- 《대한민국 체육 100년 Ⅲ 세계를 향한 도전 (1945~1980)》. 대한체육회. 2020.
- 《대한민국 체육 100년 Ⅳ 스포츠로 꽃피운 대한민국 (1981~2000)》. 대한체육회. 2020.
- 《대한민국 체육 100년 Ⅴ 스포츠강국을 넘어 선진국으로(2001~2020)》. 대한체육회. 2020.
- 《韓國蹴球百年史(한국축구백년사)》. 대한축구협회. 1986.
- “제4회 전국체육대회 축구 경기 결과”. 대한체육회.[깨진 링크(과거 내용 찾기)]
- “第四回蹴球大會(제사회축구대회)”. 동아일보. 1923년 10월 24일.
- “第四回全朝鮮蹴球大會(제사회전조선축구대회)”. 동아일보. 1923년 10월 26일.
- “第四回全朝鮮蹴球大會(제사회전조선축구대회)”. 동아일보. 1923년 10월 27일.
- “第四回全朝鮮蹴球大會(제사회전조선축구대회)”. 동아일보. 1923년 10월 28일.
- “第四回(제사회)의 全朝鮮蹴球大會(전조선축구대회)”. 동아일보. 1923년 11월 12일.
- “第四回全朝鮮蹴球大會(제사회전조선축구대회)”. 동아일보. 1923년 11월 13일.
- “第四回全朝鮮蹴球大會(제사회전조선축구대회)”. 동아일보. 1923년 11월 15일.
- “第四回全朝鮮蹴球大會(제사회전조선축구대회)”. 동아일보. 1923년 11월 18일.
- “全朝鮮蹴球大會(전조선축구대회)”. 동아일보. 1923년 11월 20일.
- “第四回全朝鮮蹴球大會豫選戰(제사회전조선축구대회예선전)”. 동아일보. 1923년 11월 21일.
- “全朝鮮蹴球大會(전조선축구대회)의 勇壯(용장)한競技(경기)는 먼저소년단예션부터시작”. 동아일보. 1923년 11월 21일.
- “蹴球大會(축구대회)는今日(금일)”. 동아일보. 1923년 11월 21일.
- “燦爛(찬란)한校旗(교기)가林立(임립)한곳에 必勝(필승)을期(기)하는全鮮健兒(전선건아)”. 동아일보. 1923년 11월 22일.
- “第四回全朝鮮蹴球大會豫選戰(제사회전조선축구대회예선전)”. 동아일보. 1923년 11월 22일.
- “一層(일층)의 緊張(긴장)을 보인 全朝鮮蹴球(전조선축구)의 第二日(제이일)”. 동아일보. 1923년 11월 23일.
- “第四回全朝鮮蹴球大會决勝戰(제사회전조선축구대회결승전)”. 동아일보. 1923년 11월 23일.
- “决勝(결승)을 압두고 全朝鮮蹴球大會第三日(전조선축구대회제삼일)”. 동아일보. 1923년 11월 24일.
- “蹴球大會(축구대회)의 决勝戰(결승전)은延期(연기)”. 동아일보. 1923년 11월 24일.
- “사진셜명(전선축구대회뎨삼일의회장광경)”. 동아일보. 1923년 11월 24일.
- “蹴球大會(축구대회)는無期延期(무기연기)”. 조선일보. 1923년 11월 25일.
- “紛糾(분규)로서中止(중지)에 延期(연기)된蹴球大會决勝戰(축구대회결승전)”. 동아일보. 1923년 11월 25일.
- “잔소리”. 조선일보. 1923년 11월 25일.
- “蹴球大會(축구대회)”. 동아일보. 1923년 11월 26일.
- “全朝鮮蹴球大會(전조선축구대회)의紛紏(분두) 에對(대)하야”. 조선일보. 1923년 11월 27일.
- “今般失責(금반실책)은日覺(일각)”. 조선일보. 1923년 11월 30일.
- “徽文高普生同盟休校(휘문고보생동맹휴교) 蹴球大會(축구대회)가導火線(도화선)으로”. 동아일보. 1923년 11월 30일.
- “體育會新陣容(체육회신진용)”. 동아일보. 1923년 12월 1일.
- “全鮮蹴球决勝戰(전선축구결승전)은”. 동아일보. 1923년 12월 4일.
- “中止(중지)되엿든 蹴球决勝(축구결승)은今日(금일)”. 동아일보. 1923년 12월 8일.
- “第四回(제사회) 全朝鮮蹴球大會决勝戰(전조선축구대회결승전)”. 동아일보. 1923년 12월 8일.
- “必勝(필승)을期(기)하는選手(선수)의勇姿(용자)”. 동아일보. 1923년 12월 9일.
- “榮光(영광)의月桂冠(월계관)”. 동아일보. 1923년 12월 10일.
- “蹴球大會決勝戰(축구대회결승전)”. 조선일보. 1923년 12월 10일.
- “過去一年間(과거일년간)의우리의蹴球界(축구계)”. 조선일보. 1924년 1월 1일.
- “전조선 축구대회 참가 단체 22개 (1923.11.20.)”. 근대뉴스. 2023년 11월 20일.